# Rollinsville
Rollinsville est une ville non incorporée et une census-designated place du comté de Gilpin dans l'état du Colorado aux États-Unis.
Son bureau de poste est en activité depuis 1871. Le toponyme vient de John Q. A. Rollins, un directeur d'exploitation minière actif dans les années 1860 et 1870.
Sa population était de 181 habitants en 2010.